# Maruszów (województwo świętokrzyskie)
Maruszów – wieś sołeckaw Polsce położona w województwie świętokrzyskim, w powiecie opatowskim, w gminie Ożarów.
W latach 1975–1998 miejscowość administracyjnie należała do województwa tarnobrzeskiego.
| SIMC    | Nazwa         | Rodzaj     |
| ------- | ------------- | ---------- |
| 0802640 | Łęg Rachowski | przysiółek |

Przez Maruszów biegnie droga krajowa nr 74 oraz jeden z najdłuższych mostów przecinających Wisłę.
Wieś położona w dolinie Wisły o szczególnym krajobrazie Wisły, porośniętym lasami, z pozostałościami bagien i lasów łęgowych. W Maruszowie znajduje się Jezioro Czarne oraz prywatne Muzeum Wsi w Maruszowie i wystawa rzeźb (instalacji), dawniej skansen Galeria pod Chmurką.